# Willem Klein
Willem Klein, conosciuto anche come Wim Klein o con i suoi nomi d'arte Pascal e Willy Wortel (Amsterdam, 4 dicembre 1912 – Amsterdam, 1º agosto 1986), è stato un matematico olandese.
È famoso per essere stato un abilissimo calcolatore prodigio, capace di eseguire a mente dei calcoli molto complicati: elevamento a potenza e scomposizione in fattori di numeri molto grandi, ma soprattutto il calcolo delle radici (poteva calcolare la radice quadrata di un numero di 216 cifre entro un minuto).
Il 27 agosto 1976 egli calcolò la radice settantatreesima di un numero di cinquecento cifre in 2 minuti e 43 secondi. Questa impresa venne registrata nel Guinness dei primati.
Fin dalla scuola elementare, Klein è affascinato dalla matematica e dai numeri e riesce a eseguire moltiplicazioni o scomposizioni in fattori.

Dopo essersi diplomato presso la scuola superiore nel 1932, il padre lo iscrive all'Università di Amsterdam per studiare medicina, in quanto voleva che praticasse una professione "reale", nonostante lui volesse lavorare come artista.
Durante gli anni Quaranta e Cinquanta lavora in vari circhi in Francia e Olanda; in seguito lavora per qualche tempo presso il Centro di Matematica di Amsterdam fino a quando non viene assunto dal CERN nel 1958.
Nel 1954 si esibisce al Congresso Internazionale di Matematica che si tiene ad Amsterdam.
Va in pensione nel 1976 e vive attivamente nella sua città natale per i successivi dieci anni. 
Il 1º agosto 1986 viene brutalmente assassinato con un coltello nella sua casa; l'assassino non verrà mai identificato.